# ローウェンスタインジャンセン培地
ローウェンスタインジャンセン培地（英：Löwenstein–Jensen medium）ははLJ培地（LJ medium）として知られる、マイコバクテリウム属、特に結核菌の培養に特別に使用される増殖培地である。
LJ培地で培養すると結核菌は褐色の粒状コロニー（「buff, rough and tough」と呼ばれることもある）となる。結核菌の倍加時間（15〜20時間）は他の細菌に比較して遅いため、培地は通常4週間の長期間の培養が必要である。
この培地は、オーストリアの病理学者Ernst Löwenstein（1878-1950）とデンマークの医師Kai Adolf Jensen（1894.7.16-1971.5.2）にちなんで命名された。

## 組成
結核菌に適用される通常の組成は以下の通りである：
- マラカイトグリーン
- グリセロール
- アスパラギン
- 片栗粉
- 凝固した卵
- ミネラル塩溶液
  - リン酸二水素カリウム
  - 硫酸マグネシウム
  - クエン酸ナトリウム

本来の組成にはデンプンが含まれていたが、後に不要であることが分かり除かれた。
LJ培地にはグラム陽性菌とグラム陰性菌の増殖を阻害するために、低濃度のペニシリンとナリジクス酸も含まれており、増殖はマイコバクテリウム属のみに限られる。培地中のマラカイトグリーンの存在は他のほとんどの細菌が阻害される。inspissationの過程で殺菌、固化する。グリセロールは結核菌の増殖を促進する。
試験管で斜面を作成した場合、低温で保存して1か月以内に使用しなければならない。
M. bovisの培養にはグリセロールを除き、ピルビン酸ナトリウムを加える。培地は不透明の緑色がかった乳白色である。

## 用途
- マイコバクテリウム属感染症の診断
- 分離株の抗生物質感受性試験

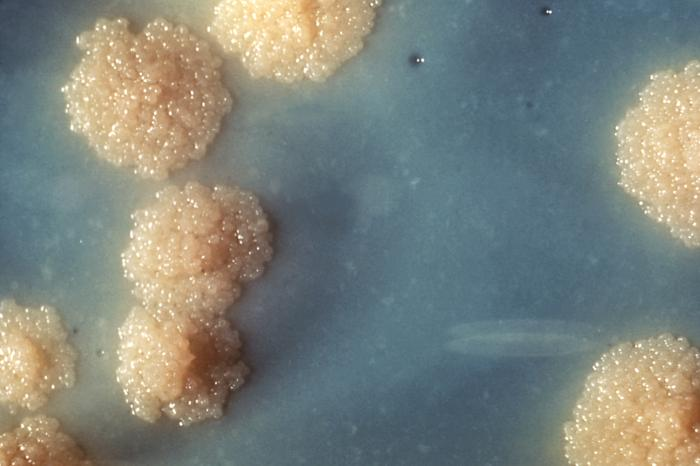
特徴的なクラスターを形成する結核菌のコロニー

- 異なる種のマイコバクテリウムを区別（コロニー形態、増殖効率、生化学的性状、顕微鏡検査による）

| Mycobacterium tuberculosis    | Mycobacterium bovis      |
| ----------------------------- | ------------------------ |
| Eugonic, rough tough and buff | Dysgonic                 |
| 好気性                        | 微好気性                 |
| グリセロールによる促進 +      | グリセロールによる促進 - |
| ピルビン酸による促進 +        | ピルビン酸による促進 -   |
| ナイアシン生成 +              | ナイアシン生成 -         |

## Alternatives

### Alternative culture media
LJ培地は、International Union against Tuberculosisが推奨するマイコバクテリウム属培養の最も一般的な方法であるが、いくつかの代替培地も研究されている。

#### 固体培地
- Egg-based – Petragnani medium[5] and Dorset medium
- ミドルブルック7H10寒天培地
- ミドルブルック7H11寒天培地
- Blood-based – Tarshis medium
- Serum-based – Loeffler medium
- Potato-based – Pawlowsky medium

#### 液体培地
- デュボス培地
- ミドルブルック7H9培地
- Proskauer and Beck's medium
- Sula's medium
- ソートン培地

### 迅速な検出技術
培養による技術の主な限界は、陽性になるまでに数か月かかることである。近年、より迅速に診断を確定するために、いくつかの新しいmolecular technologiesが登場している。
- ポリメラーゼ連鎖反応
- GeneXpert MTB/RIF
- LAMP法

## 関連記事
- キニヨン染色
- 結核
- 結核の診断
- チール・ネールゼン染色
- Tuberculosis
- Tuberculosis diagnosis
- Ziehl-Neelsen stain